# Gamasomorpha arabica
Gamasomorpha arabica là một loài nhện trong họ Oonopidae.
Loài này thuộc chi Gamasomorpha. Gamasomorpha arabica được Eugène Simon miêu tả năm 1893.